# К'юза-Склафані
К'юза-Склафані (італ. Chiusa Sclafani, сиц. Chiusa) — муніципалітет в Італії, у регіоні Сицилія,  метрополійне місто Палермо.
К'юза-Склафані розташована на відстані близько 480 км на південь від Рима, 50 км на південь від Палермо.
Населення — 2895 осіб (2014).

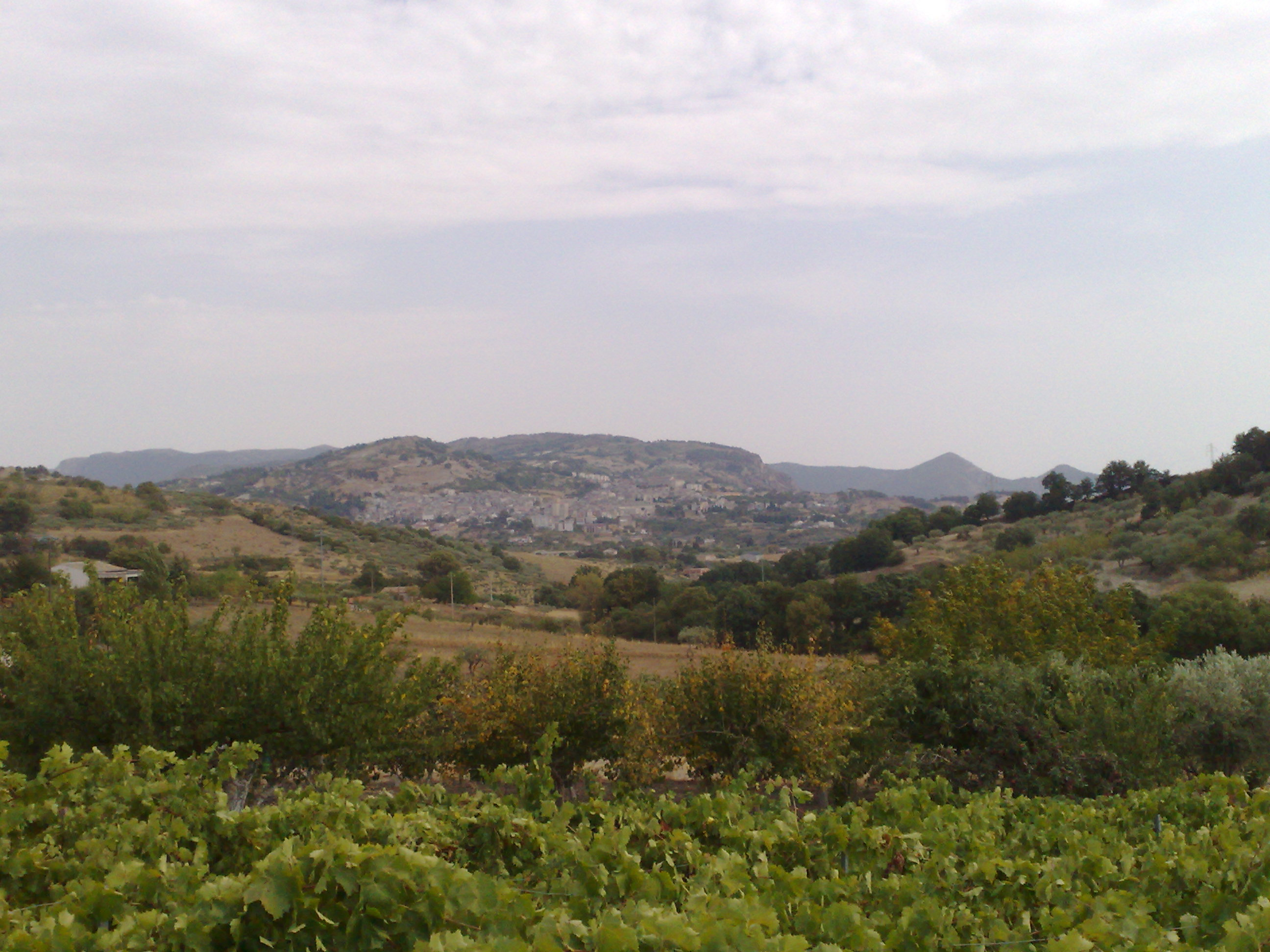

Щорічний фестиваль відбувається 6 грудня. Покровитель — святий Миколай.

## Демографія
Населення за роками:

Станом на 1 січня 2023 року в муніципалітеті офіційно проживало 27 іноземців з 8 країн, серед них 21 громадянин країн Євросоюзу.

## Сусідні муніципалітети
- Бізаккуїно
- Бурджо
- Кальтабеллотта
- Корлеоне
- Джуліана
- Палаццо-Адріано